# Tezze di Piave
Tezze di Piave is een plaats (frazione) in de Italiaanse gemeente Vazzola.